# Lac Vidraru
Le lac Vidraru est un lac artificiel sur la rivière Argès, créé par le barrage Vidraru, dans les monts Făgăraș appartenant aux Alpes de Transylvanie.

## Description
Le lac de barrage Vidraru est situé entre les Monts Frunții et le massif de Ghițu au sud de la chaîne des Carpates méridionales. Le lac collecte les eaux des rivières Capra, Buda et quelques-uns de leurs affluents directs.
La superficie totale du lac s'élève à 893 ha, sa longueur est de 10,3 km, la largeur maximale est de 2,2 km dans la zone Valea Lupului – Călugărița. La profondeur maximale des eaux est de 155 m le long du barage courbé d'une hauteur de 166 m, avec une longueur à proximité de son faîte de 307 m. Le volume de la retenue d'eau s'élève à 465 millions de m3. Le niveau normal de rétention est de 830 m au-dessus d'altitude.
Construit à partir de 1960, le barrage est entré en service en 1966.

## Galerie d'images

Vue en 3D.